# Campionato europeo femminile FIRA 2001
Il campionato europeo femminile 2001 (in francese Championnat d'Europe féminin de rugby 2001) fu la 6ª edizione del torneo europeo di rugby a 15 femminile organizzato da FIRA - AER.
Il torneo si tenne nel nord della Francia tra il 7 e il 12 maggio 2001 e fu ospitato da sei città: Armentières, Hellemmes, Lilla, Roubaix, Tourcoing e Villeneuve-d'Ascq, in cui si tennero le finali per il primo e il terzo posto.
Il torneo vide, per la quinta volta in sei edizioni, la presenza in finale della Spagna che in semifinale eliminò l'Inghilterra; tuttavia nella gara per il titolo, tenutasi allo Stadium Nord di Villeneuve, nei pressi di Lilla, fu un'altra formazione britannica a prevalere, quella della Scozia, che batté le iberiche, alla terza finale consecutiva persa, per 15-3 con due mete, una per tempo.
Ultima del torneo, e retrocessa nella seconda divisione, fu l'Italia che tuttavia l'anno seguente organizzò in casa propria la competizione, vincendola.
Vincitrice della Pool B, la seconda divisione, fu la Svezia.

## Formula
La prima divisione (Pool A) si svolse con la formula dell'eliminazione diretta: le otto squadre partecipanti a tale torneo furono accoppiate in incontri di sola andata validi per i quarti di finale; le squadre vincenti disputarono le semifinali per il titolo e quelle perdenti i play-off per i posti dal quinto all'ottavo; l'ultimo posto avrebbe comportato la retrocessione nella Pool B della stagione successiva.
Per quanto riguarda invece la Pool B del torneo, essa si svolse a girone unico nelle stesse giornate in cui si tennero le gare della Pool A; la squadra vincitrice avrebbe guadagnato la promozione alla prima divisione per l'edizione successiva.

## Squadre partecipanti

### Pool A
- Francia
- Galles
- Inghilterra
- Irlanda
- Italia
- Kazakistan
- Scozia
- Spagna

### Pool B
- Belgio
- Germania
- Paesi Bassi
- Svezia

## Pool A

### Quarti di finale
|  | Quarti di finale | Quarti di finale |             |             | Semifinali                | Semifinali                |  |  | Finale | Finale |
|  |                  |                  |             |             |                           |                           |  |  |        |        |
|  |                  |                  |             |             |                           |                           |  |  |        |        |
|  |                  |                  |             |             |                           |                           |  |  |        |        |
|  | Francia          | 45               |             |             |                           |                           |  |  |        |        |
|  | Francia          | 45               |             |             |                           |                           |  |  |        |        |
|  | Irlanda          | 9                |             |             |                           |                           |  |  |        |        |
|  | Irlanda          | 9                | Francia     | 6           |                           |                           |  |  |        |        |
|  |                  |                  | Francia     | 6           |                           |                           |  |  |        |        |
|  |                  | Scozia           | 9           |             |                           |                           |  |  |        |        |
|  | Scozia           | Scozia           | 9           | 13          |                           |                           |  |  |        |        |
|  | Scozia           |                  |             | 13          |                           |                           |  |  |        |        |
|  | Galles           | 3                |             |             |                           |                           |  |  |        |        |
|  | Galles           | 3                | Scozia      | 15          |                           |                           |  |  |        |        |
|  |                  |                  | Scozia      | 15          |                           |                           |  |  |        |        |
|  |                  | Spagna           | 3           |             |                           |                           |  |  |        |        |
|  | Inghilterra      | Spagna           | 3           | 29          |                           |                           |  |  |        |        |
|  | Inghilterra      |                  |             | 29          |                           |                           |  |  |        |        |
|  | Kazakistan       | 15               |             |             |                           |                           |  |  |        |        |
|  | Kazakistan       | 15               | Inghilterra | 8           | Finale per il terzo posto | Finale per il terzo posto |  |  |        |        |
|  |                  |                  | Inghilterra | 8           | Finale per il terzo posto | Finale per il terzo posto |  |  |        |        |
|  |                  | Spagna           | 15          |             |                           |                           |  |  |        |        |
|  | Spagna           | Spagna           | 15          | 34          | Francia                   | 23                        |  |  |        |        |
|  | Spagna           |                  |             | 34          | Francia                   | 23                        |  |  |        |        |
|  | Italia           | 3                |             | Inghilterra | 34                        |                           |  |  |        |        |
|  | Italia           | 3                |             |             | 34                        |                           |  |  |        |        |
|  |                  |                  |             |             |                           |                           |  |  |        |        |
|  |                  |                  |             |             |                           |                           |  |  |        |        |

| Marquette-lez-Lille 7 maggio 2001, ore 18 UTC+2 | Francia | 45 – 9 referto | Irlanda | Stadio Haut Touquet |

| Villeneuve-d'Ascq 7 maggio 2001, ore 18 UTC+2 | Spagna     | 34 – 3 referto | Italia | Stadium Nord\| Arbitro: \| Keri Evans \| |
| Arbitro:                                      | Keri Evans |                |        |                                          |

| Tourcoing 7 maggio 2001, ore 18 UTC+2 | Inghilterra | 29 – 15 referto | Kazakistan | Complexe Sportif des Orions |

| Hazebrouck 7 maggio 2001, ore 18 UTC+2 | Scozia | 13 – 3 referto | Galles | RC d'Hazebrouck |

### Play-offper il 5º posto
|  | Semifinali | Semifinali | Semifinali |        |            | Finale 5º posto | Finale 5º posto | Finale 5º posto |  |
|  |            |            |            |        |            |                 |                 |                 |  |
|  | Irlanda    | Irlanda    | 10         |        |            |                 |                 |                 |  |
|  | Irlanda    | Irlanda    | 10         |        |            |                 |                 |                 |  |
|  | Galles     | Galles     | 15         |        |            |                 |                 |                 |  |
|  | Galles     | Galles     | 15         |        | Kazakistan | Kazakistan      | 7               |                 |  |
|  |            |            |            |        | Kazakistan | Kazakistan      | 7               |                 |  |
|  |            |            | Galles     | Galles | 17         |                 |                 |                 |  |
|  | Kazakistan | Kazakistan | Galles     | Galles | 17         | 20              |                 |                 |  |
|  | Kazakistan | Kazakistan |            |        |            | 20              |                 |                 |  |
|  | Italia     | Italia     | 0          |        |            | Finale 7º posto | Finale 7º posto | Finale 7º posto |  |
|  | Italia     | Italia     | 0          |        |            |                 |                 |                 |  |
|  |            |            |            |        |            |                 |                 |                 |  |
|  |            |            |            |        |            | Irlanda         | Irlanda         | 9               |  |
|  |            |            |            |        |            | Irlanda         | Irlanda         | 9               |  |
|  |            |            |            |        |            | Italia          | Italia          | 8               |  |

#### Semifinali
| Tourcoing 9 maggio 2001, ore 18 UTC+2 | Galles | 15 – 10 | Irlanda |  |

| Villeneuve-d'Ascq 9 maggio 2001, ore 18 UTC+2 | Kazakistan | 20 – 0 referto | Italia | Stadium Nord |

#### Finale per il 7º posto
| Hellemmes 12 maggio 2001, ore 10 UTC+2 | Irlanda | 15 – 8 referto | Italia |  |

#### Finale per il 5º posto
| Villeneuve-d'Ascq 12 maggio 2001, ore 10 UTC+2 | Galles | 17 – 7 referto | Kazakistan |  |

### Play-offper il titolo

#### Semifinali
| Villeneuve-d'Ascq 9 maggio 2001, ore 18 UTC+2 | Scozia | 9 – 6 referto | Francia | Stadium Nord |

| Roubaix 9 maggio 2001, ore 18 UTC+2 | Spagna        | 15 – 8 referto | Inghilterra | Stadio Carihem\| Arbitro: \| Carlo Damasco \| |
| Arbitro:                            | Carlo Damasco |                |             |                                               |

#### Finale per il 3º posto
| Villeneuve-d'Ascq 12 maggio 2001, ore 14 UTC+2 | Inghilterra | 34 – 23 referto | Francia | Stadium Nord |

#### Finale
| Arbitro: | Des Wood |

|                              |      |               |
| Dickson 12’ Petlevannaja 46’ | mt   |               |
| Chalmers 46’                 | tr   |               |
| Chalmers 71’                 | c.p. | 30’ Etxegibel |

## Pool B
| Data           | Incontro               | Risultato | Sede              |
| -------------- | ---------------------- | --------- | ----------------- |
| 7 maggio 2001  | Belgio ― Paesi Bassi   | 0-66      | Hellemmes         |
| 7 maggio 2001  | Germania ― Svezia      | 13-15     | Villeneuve-d'Ascq |
| 9 maggio 2001  | Germania ― Paesi Bassi | 6-17      | Armentières       |
| 9 maggio 2001  | Belgio ― Svezia        | 0-90      | Roubaix           |
| 12 maggio 2001 | Paesi Bassi ― Svezia   | 12-13     | Lilla             |
| 12 maggio 2001 | Germania ― Belgio      | 67-0      | Armentières       |

|  | Classifica  | G | V | N | P | PF  | PS  | P±   | PT |
|  | ----------- | - | - | - | - | --- | --- | ---- | -- |
|  | Svezia      | 3 | 3 | 0 | 0 | 118 | 25  | +93  | 6  |
|  | Paesi Bassi | 3 | 2 | 0 | 1 | 95  | 19  | +76  | 4  |
|  | Germania    | 3 | 1 | 0 | 2 | 86  | 32  | +54  | 2  |
|  | Belgio      | 3 | 0 | 0 | 3 | 0   | 223 | -223 | 0  |